# Tribunal cantonal
Cet article concerne la juridiction suisse. Pour le tribunal allemand parfois appelé « Tribunal cantonal », voir Amtsgericht. Pour l'Alsace-Moselle, voir Justice de paix en France.
Le tribunal cantonal est l'autorité judiciaire supérieure de chaque canton suisse.

## Fonctionnement
C'est la dernière instance judiciaire cantonale en matière pénale, civile et administrative.
Ses fonctions sont celles d'une autorité de juridiction, d'une autorité de surveillance des tribunaux inférieurs et d'une autorité d'élection. Il est organisé en cours. Le tribunal compte un nombre variable de membres selon le canton. Ils sont élus soit par le peuple  soit par le Grand Conseil. Ses arrêts peuvent être déférés devant le Tribunal fédéral.